# Robert Werder
Robert Werder (ur. 21 kwietnia 1973) – były polski sędzia piłkarski, I ligowy (Mazowiecki ZPN). Z zawodu jest prawnikiem.

## Życiorys
17 maja 2005 podczas rewanżowego meczu ćwierćfinałowego Pucharu Polski Wisła Kraków – Pogoń Szczecin wydał kilka kontrowersyjnych decyzji, m.in. w 69. minucie nie podyktował rzutu karnego za faul bramkarza Wisły Radosława Majdana na napastniku Pogoni Edim Andradinie. Polski Związek Piłki Nożnej po analizie meczu doszedł do wniosku, że w Krakowie mogło dojść do naruszenia prawa i skierował sprawę do zbadania przez prokuraturę.
20 grudnia 2006 został zatrzymany w związku z aferą korupcyjną w polskiej piłce nożnej, podejrzany o korupcję z zarzutami udziału w zorganizowanej grupie przestępczej oraz tzw. ustawiania wyników meczów. Został wypuszczony z aresztu za kaucją w wys. 20 tysięcy zł. 2 stycznia 2007 sędzia na łamach Dziennika wyznał, że wziął pieniądze za pomoc dla Górnika Łęczna w spotkaniach z Widzewem Łódź i Górnikiem Zabrze. Przyznał się również do części zarzucanych mu czynów w sprawie spotkania KSZO Ostrowiec Świętokrzyski z Arką Gdynia. 11 stycznia 2007 Wydział Dyscypliny PZPN zawiesił Roberta Werdera w prawach sędziego piłkarskiego. 3 kwietnia 2009 uznany przez wrocławski sąd okręgowy winnym zarzucanych czynów i skazany na 1,5 roku pozbawienia wolności w zawieszeniu na 5 lat, 7500 zł grzywny oraz ośmioletni zakaz pracy w profesjonalnym futbolu. 20 maja 2010 wrocławski sąd apelacyjny podtrzymał wyrok.